# June Foulds-Paul
June Florence Foulds, coniugata Paul e, successivamente, Carroll e Reynolds (Londra, 13 giugno 1934 – 6 novembre 2020), è stata una velocista britannica, doppia medagliata ai Giochi olimpici estivi nel 1952 e 1956 come componente delle staffette 4×100 metri.

## Biografia
Nel 1952 prese parte ai Giochi olimpici di Helsinki nei 100 metri piani, non riuscendo però a superare la fase dei quarti di finale, mentre fu medaglia di bronzo nella staffetta 4×100 metri insieme a Sylvia Cheeseman, Jean Desforges e Heather Armitage.
Nel 1956 tornò a vestire la maglia nazionale ai Giochi olimpici di Melbourne, conquistando la medaglia d'argento nella staffetta 4×100 metri con Heather Armitage, Anne Pashley e Jean Scrivens; fu anche quinta nei 200 metri piani.
Nel 1958 partecipò ai Giochi dell'Impero Britannico dove, gareggiando per l'Inghilterra, si classificò quarta e quinta rispettivamente nelle 220 e 100 iarde, mentre nella staffetta 4×110 iarde fu medaglia d'oro con Madeleine Weston, Dorothy Hyman e Heather Young.
Fu sposata con lo schermidore Raymond Paul e con il cantante Ronnie Carroll, dal quale ebbe due figli.

## Palmarès
| Anno                                  | Manifestazione                | Sede      | Evento      | Risultato  | Prestazione | Note            |
| ------------------------------------- | ----------------------------- | --------- | ----------- | ---------- | ----------- | --------------- |
| In rappresentanza della Gran Bretagna |                               |           |             |            |             |                 |
| 1952                                  | Giochi olimpici               | Helsinki  | 100 m piani | Batteria   | 12"3        |                 |
| 1952                                  | Giochi olimpici               | Helsinki  | 4×100 m     | Bronzo     | 46"2        |                 |
| 1956                                  | Giochi olimpici               | Melbourne | 100 m piani | Semifinale | 12"1        |                 |
| 1956                                  | Giochi olimpici               | Melbourne | 200 m piani | 5ª         | 24"3        |                 |
| 1956                                  | Giochi olimpici               | Melbourne | 4×100 m     | Argento    | 44"7        |                 |
| In rappresentanza dell' Inghilterra   |                               |           |             |            |             |                 |
| 1958                                  | Giochi dell'Impero Britannico | Cardiff   | 100 iarde   | 5ª         |             |                 |
| 1958                                  | Giochi dell'Impero Britannico | Cardiff   | 220 iarde   | 4ª         |             |                 |
| 1958                                  | Giochi dell'Impero Britannico | Cardiff   | 4×110 iarde | Oro        | 45"37       | Record mondiale |